# Ihor Bodrov
Ihor Bodrov (né le 9 juillet 1987 à Kharkiv) est un athlète ukrainien, spécialiste du sprint et du relais.

## Biographie
Il remporte la médaille d'or lors de l'Universiade à Kazan en 2013 sur relais 4 × 100 m.
Ses meilleurs temps en individuel sont les suivants :
- 100 m,	 10 s 28	 (+1,4)	 Yalta 5 juin 2013
- 200 m,	 20 s 61	 (+0,7)	 Yalta	 28 mai 2010 et	 20 s 61	 (-0,2)	 Kaunas, le 18 juillet 2009.

Depuis 2014, il co-détient le record national du relais 4 x 100 m en 38 s 53, avec Serhiy Smelyk, Emil Ibrahimov et Vitaliy Korzh.

## Palmarès
| Date | Compétition                   | Lieu    | Résultat | Épreuve   | Temps         |
| ---- | ----------------------------- | ------- | -------- | --------- | ------------- |
| 2005 | Championnats d'Europe juniors | Kaunas  | 5e       | 4 × 400 m | 3 min 10 s 78 |
| 2006 | Championnats du monde juniors | Pékin   | 4e       | 200 m     | 21 s 17       |
| 2009 | Championnats d'Europe espoirs | Kaunas  | 3e       | 200 m     | 20 s 61       |
| 2013 | Universiade                   | Kazan   | 5e       | 100 m     | 10 s 29       |
| 2013 | Universiade                   | Kazan   | 1er      | 4 × 100 m | 38 s 56       |
| 2019 | Championnats des Balkans      | Pravetz | 3e       | 200 m     | 21 s 43       |
| 2019 | Championnats des Balkans      | Pravetz | 1er      | 4 x 100 m | 40 s 40       |

## Records
| Épreuve              | Temps   | Lieu  | Date            |
| -------------------- | ------- | ----- | --------------- |
| 60 mètres (en salle) | 6 s 65  | Soumy | 22 février 2008 |
| 100 mètres           | 10 s 28 | Yalta | 5 juin 2013     |
| 200 mètres           | 20 s 49 | Kiev  | 24 juin 2016    |